# Egor Potapov
Egor Nikolaevič Potapov (in russo Егор Николаевич Потапов?; San Pietroburgo, 21 settembre 1993) è un calciatore russo, difensore dello SKA Rostov.

## Carriera
In carriera ha giocato 9 partite nella Coppa dell'AFC con il Dordoj Biškek.

## Palmarès

### Club

#### Competizioni nazionali
- Coppa del Kirghizistan: 1

Dordoi Biškek: 2017